# Cyrtodactylus kingsadai
Espèce
Cyrtodactylus kingsadai est une espèce de geckos de la famille des Gekkonidae.

## Répartition
Cette espèce est endémique de la province de Phú Yên au Viêt Nam.

## Description
Cyrtodactylus kingsadai mesure jusqu'à 94 mm, sans la queue.

## Étymologie
Cette espèce est nommée en l'honneur de Phouthone Kingsada.

## Publication originale
- Ziegler, Phung, Le & Nguyen, 2013 :  A new Cyrtodactylus (Squamata: Gekkonidae) from Phu Yen Province, southern Vietnam. Zootaxa, no 3686 (4), p. 432–446.